# Andreas Seelig
Pour les articles homonymes, voir Seelig.
Andreas Seelig (né le 6 juillet 1970 à Berlin) est un athlète allemand, spécialiste du lancer du disque. 

## Biographie

### Palmarès
| Date | Compétition                   | Lieu     | Résultat | Performance |
| ---- | ----------------------------- | -------- | -------- | ----------- |
| 1988 | Championnats du monde juniors | Sudbury  | 1er      | 58,60 m     |
| 1989 | Championnats d'Europe juniors | Varaždin | 1er      | 59,10 m     |
| 1997 | Championnats du monde         | Athènes  | 6e       | 64,48 m     |
| 1998 | Championnats d'Europe         | Budapest | 7e       | 63,15 m     |

### Records
| Épreuve          | Performance | Lieu      | Date         |
| ---------------- | ----------- | --------- | ------------ |
| Lancer du disque | 66,00 m     | Francfort | 29 juin 1997 |